# Macaco (ferramenta)

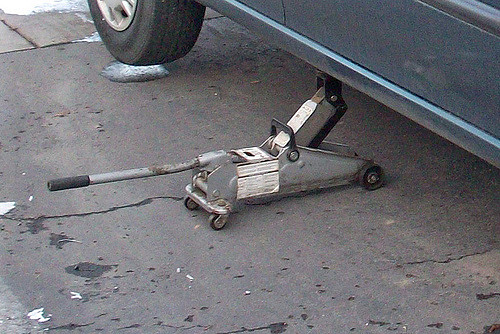
Um macaco de piso para carro

Um macaco é um dispositivo de elevação mecânico, hidráulico ou elétrico usado para aplicar grandes forças ou elevar cargas pesadas. Um macaco mecânico emprega uma rosca de parafuso para levantar equipamentos pesados. Um macaco hidráulico usa energia hidráulica. A forma mais comum é um macaco para carro, macaco de chão ou macaco de garagem, que levanta veículos para que a manutenção possa ser realizada. Os macacos geralmente são classificados para uma capacidade máxima de elevação (por exemplo, 1,5 toneladas ou 3 toneladas). Os macacos industriais podem ser classificados para muitas toneladas de carga.

## Funcionamento

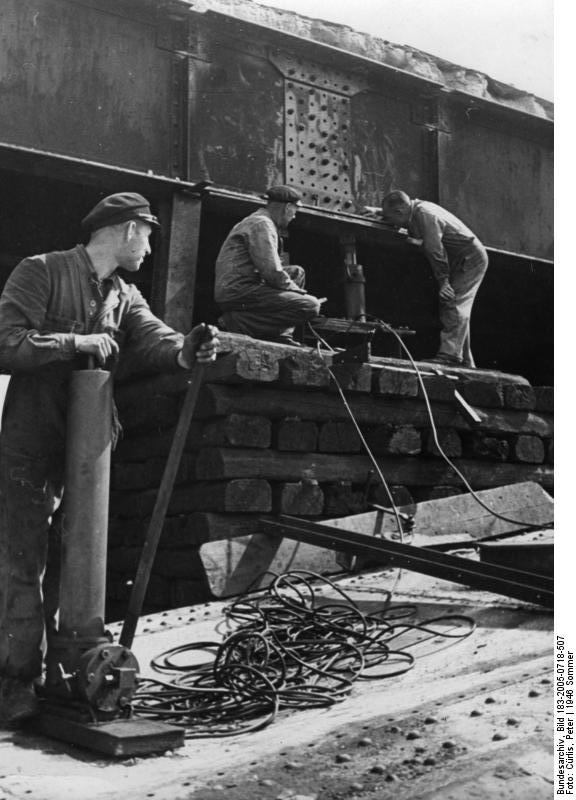
Macaco hidráulico usado na reconstrução da Ponte de Varsóvia, Berlim, 1946.

Um macaco hidráulico consiste em um pistão de grande diâmetro acionado pelo fluxo de líquido proveniente de um pistão de pequeno diâmetro. Uma pequena força sobre o pistão pequeno irá gerar uma grande força no grande, mas os cursos serão inversamente proporcionais.
Caso um líquido esteja dentro de um sistema fechado, ou seja, caso o líquido esteja totalmente isolado, é possível, aplicando uma força externa, aumentar a pressão total no líquido. Portanto, quando aumentamos a pressão em um ponto determinado, automaticamente estamos aumentando a pressão em todos os outros pontos desse líquido.
Os macacos hidráulicos utilizam o princípio de Pascal em seu funcionamento. De acordo com o Princípio de Pascal, o aumento de pressão em um sistema é o mesmo em qualquer outro ponto desse sistema, ou seja, a pressão exercida sobre um ponto do sistema possui o mesmo valor em qualquer outra parte do sistema.
Podemos ver em nosso cotidiano uma aplicação direta do Princípio de Pascal. Ela é aplicada nos sistema de “macacos” hidráulicos. Nesse tipo de sistema (macaco hidráulico), podemos dizer que há a comunicação entre dois cilindros cheios de fluido (óleo) e compostos por pistões que se movem em seu interior.

## Tipos de macaco hidráulico
Dentre todos os modelos de macaco hidráulico os mais conhecidos são:

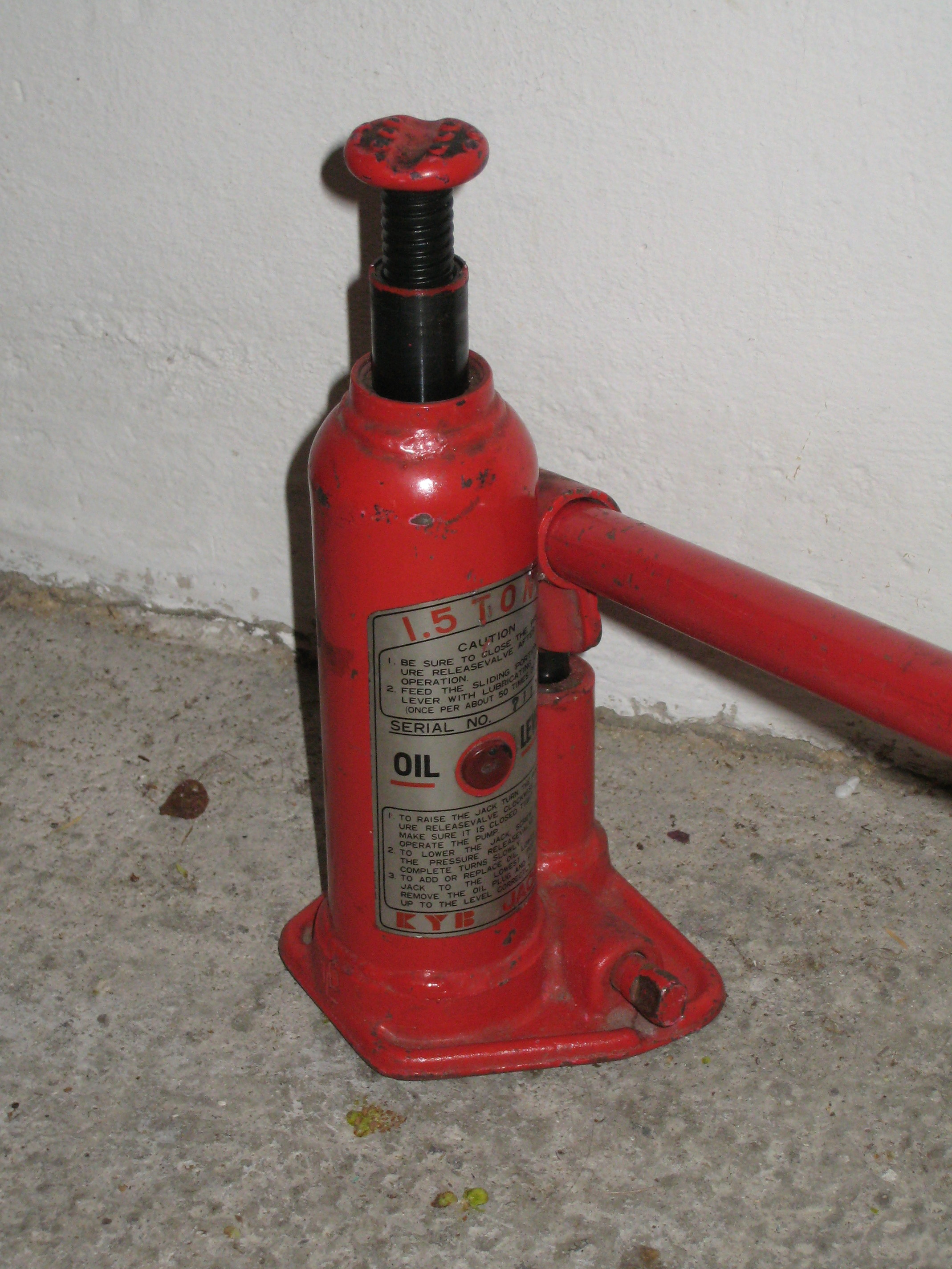
Um macaco hidráulico "garrafa"

### macaco hidráulico garrafa
O macaco garrafa consiste em um equipamento hidráulico utilizado na elevação de cargas. Os macacos garrafa possuem variadas capacidades, desde 1,5 até 100 toneladas, adaptando-se a diversas aplicações. Resistente e indispensável para elevar mercadorias, o macaco hidráulico garrafa desempenha um papel fundamental nos setores de manutenções e reparos industriais, automobilístico, industrial entre outros segmentos.

### Macaco jacaré
O macaco hidráulico jacaré é ideal para auxiliar na troca do pneu ou fazer reparos em veículos. O macaco automotivo é resistente, fácil de acomodar na mala do carro e essencial para resolver situações com eficiência total. Motoristas prevenidos e responsáveis devem sempre circular com o equipamento, que deve ser de procedência confiável e capaz de erguer automóveis com facilidade, segurança e rapidez.

### Macaco unha
O macaco hidráulico unha é utilizado para elevação de cargas muito próximas ao solo, com espaço de fixação reduzida e pontos de apoio, garras laterais, que variam de 20 a 35 mm de altura (dependendo de sua capacidade de elevação). Trata-se de um compacto e robusto equipamento, extremamente versátil: além de movimentar máquinas pesadas, seu topo ou cabeça superior também serve como base para elevar cargas, funcionando exatamente como um macaco hidráulico comum.

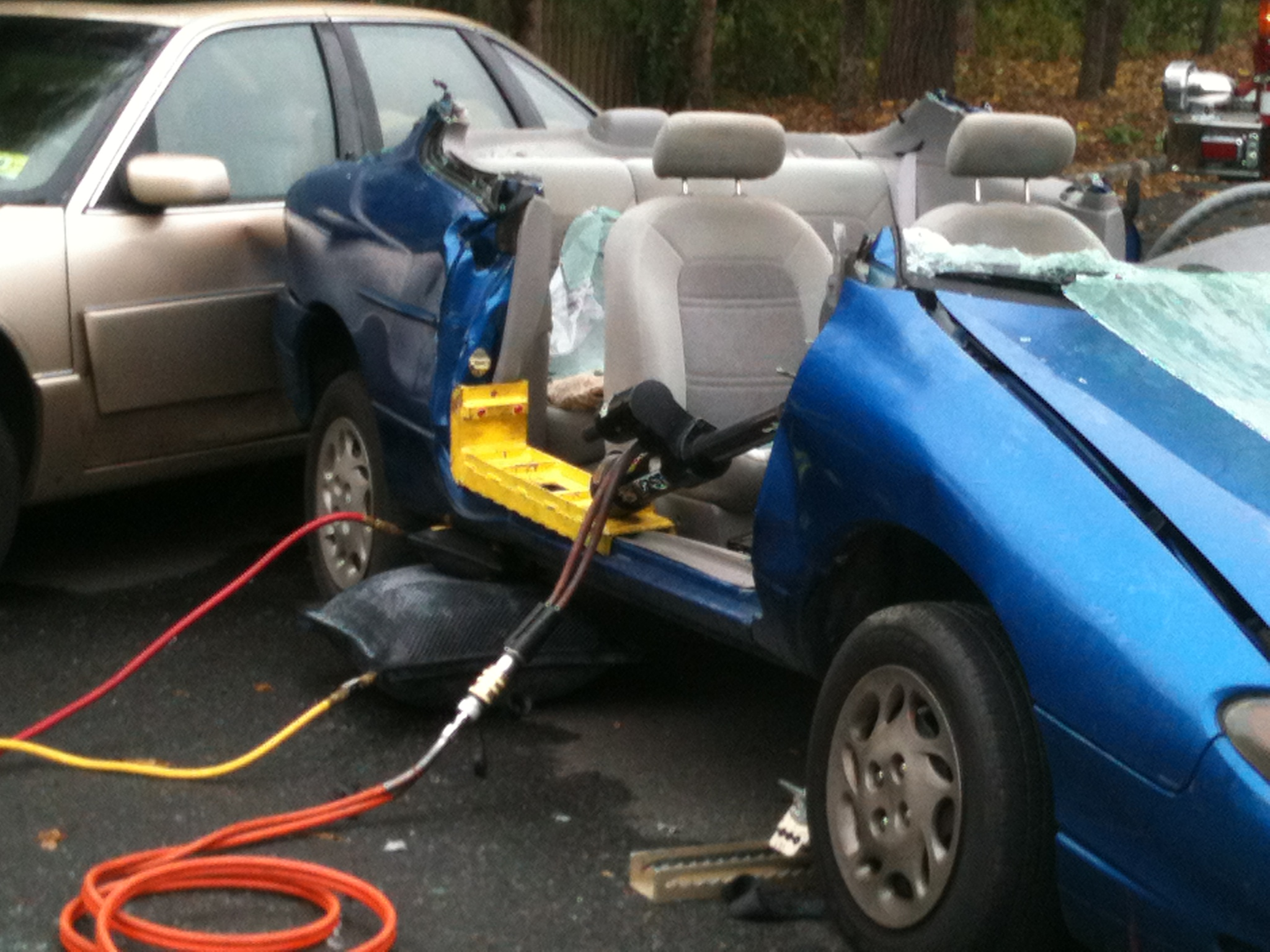
Uma demonstração do uso de dois airbags empilhados para levantar a traseira de um carro (macaco pneumático)

### Macaco mecânico
Os macacos mecânicos são dispositivos usados para aplicar uma força de tração ou compressão para movimentar uma carga ou reter convertendo mecanicamente o movimento giratório em movimento linear.

### Macaco para câmbio
O macaco para câmbio é um equipamento indispensável na hora de realizar manutenção em caixas de transmissão, auxiliando na remoção câmbios de carros e caminhões. Trata-se de um trabalho pesado e extremamente delicado, que exige cuidado redobrado, a fim de preservar a segurança de todos e evitar danos em equipamentos. Cada vez mais moderno, o macaco para câmbio é uma verdadeira mão na roda na rotina de oficinas que prezam por equipamentos seguros, eficientes e de alta qualidade.